# Sermersooq Kommune
Kommuneqarfik Sermersooq er en kommune i Grønland med 23.994 indbyggere (1. juli 2022), hvilket gør den til Grønlands største målt på indbyggertal. Kommunens største by er Nuuk, der samtidigt er hovedstaden i Grønland, med 19.618 indbyggere. De øvrige byer og bygder i kommunen er spredt på kysten i helholdsvis Vest- og Østgrønland. Kommunen har et samlet areal på 635.600 km2. Kommunens øverste leder er borgmester Avaaraq Olsen, Inuit Ataqatigiit.

## Historie

### Administrativ historik
Kommunen opstod i sin nuværende form ved den grønlandske kommunalreform i 2008, hvor Nuuk Kommune og Paamiut Kommune på vestkysten blev slået sammen med Ittoqqortoormiit Kommune og Tasiilaq Kommune fra østkysten.

## Geografi i Kommuneqarfik Sermersooq

### Byer og bygder i Kommuneqarfik Sermersooq
| By/bygd           | Indbyggere 2022 |
| Nuuk              | 19394           |
| Tasiilaq          | 1946            |
| Paamiut           | 1197            |
| Ittoqqortoormiit  | 366             |
| Kuummiit          | 262             |
| Kulusuk           | 240             |
| Qeqertarsuatsiaat | 179             |
| Sermiligaaq       | 186             |
| Tiniteqilaaq      | 84              |
| Arsuk             | 74              |
| Isortoq           | 50              |
| Kapisillit        | 45              |

## Forvaltninger i Kommuneqarfik Sermersooq
Kommuneqarfik Sermersooq har fem forskellige forvaltninger med en borgmester og fire udvalgsformænd. Borgmesteren er ligeledes formand for Udvalg for Økonomi og Erhverv.
| Forvaltning                         | Formand                           |
| Udvalg for Økonomi og Erhverv       | Avaaraq Olsen (IA)                |
| Udvalg for Anlæg og Miljø           | Finn Karlsen (N)                  |
| Udvalg for Børn og Familie          | Naya Sophia Pedersen Lyberth (IA) |
| Udvalg for Børn og Skole            | Juaaka Lyberth (IA)               |
| Udvalg for Velfærd og Arbejdsmarked | Inge Olsvig Brandt (IA)           |

## Politik i Kommuneqarfik Sermersooq
Kommunalbestyrelsen i Kommuneqarfik Sermersooq har 19 medlemmer. Under kommunalbestyrelsen er der 5 udvalg der svarer til de ovennævnte forvaltninger. Der er også 4 bygdebestyrelser: bygdebestyrelsen i Arsuk, bygdebestyrelsen i Kapisillit og Qeqertarsuatsiaat, bygdebestyrelsen i Kulusuk, Tiilerilaaq og Isertoq, samt bygdebestyrelsen i Kuummiit og Sermiligaaq.
Paamiut, Tasiilaq og Ittoqqortoormiit har hver deres lokaludvalg, der har til formål at styrke lokaldemokratiet ved at fremme det arbejde, der gennem samarbejde mellem lokalområdets beboere, foreninger, kommunale politikere og myndigheder gøres for at bevare og videreudvikle lokalsamfundene og disses fysiske, kulturelle og demokratiske muligheder og værdier.

### Valgresultater efter år[2]
| Mandatfordeling   | Mandatfordeling | Mandatfordeling | Mandatfordeling | Mandatfordeling |
| Parti             | 2008            | 2013            | 2017            | 2021            |
| ----------------- | --------------- | --------------- | --------------- | --------------- |
| Atassut           | 2               | 1               | 1               |                 |
| Demokraterne      | 5               | 2               | 3               | 2               |
| Inuit Ataqatigiit | 7               | 8               | 9               | 9               |
| Siumut            | 6               | 7               | 6               | 6               |
| Naleraq           |                 |                 |                 | 2               |
| Øvrige            | 2               | 1               |                 |                 |

### Kommunalvalg 2021[2]
|                   | Kommunalvalg 2021 | Kommunalvalg 2021 |
| Stemmer           | Procent           |                   |
| ----------------- | ----------------- | ----------------- |
| Atassut           | 278               | 2,8%              |
| Demokraterne      | 932               | 9,4%              |
| Inuit Ataqatigiit | 4482              | 45,1%             |
| Parti Naleraq     | 953               | 9,6%              |
| Siumut            | 2917              | 29,4%             |

## Venskabsbyer[3]
Kommuneqarfik Sermersooq har fem faste venskabsbyer. I Danmark er det Aalborg, Herlev og Gentofte. I Island er det Kopavogur og Dalvik.